# Портрет з дощем
«Портрет з дощем» (рос. «Портрет с дождём») — радянський художній фільм 1977 року.

## Сюжет
Нещастя зводить самотнього і немолодого моряка з Клавдією, яка прийшла в його будинок, щоб допомогти поховати матір і подбати про нього в перші важкі дні після похорону. Анатолій спочатку бачить в її вчинках тільки розрахунок. Але поступово герой починає розуміти, що він глибоко неправий…

## У ролях
- Галина Польських —  Клавдія Шишкіна
- Ігор Лєдогоров —  Анатолій
- Олексій Петренко —  Ігор Петрович
- Валентина Тализіна —  Ірина
- Ірина Малишева —  Олена
- Юрій Васильєв —  Костя
- Галина Манухіна —  Зіна
- Євдокія Германова —  Марина Куликова
- Світлана Немоляєва —  Вікторія Куликова, мати Марини
- Михайло Семаков —  Вітя
- Світлана Тормахова —  Валентина
- Валентина Ананьїна — учасниця наради

## Знімальна група
- Режисер:  Гавриїл Єгіазаров
- Сценарій:  Олександр Володін
- Оператор: Валерій Шувалов
- Композитор:  Олексій Мажуков
- Художник: Анатолій Кузнецов